# Pavel Ermolinskij
Pavel Ermolinskij (in ucraino Павло Єрмолінський?, Pavlo Jermolins'kij; Kiev, 25 gennaio 1987) è un allenatore di pallacanestro ed ex cestista ucraino con cittadinanza islandese.

## Carriera
Con l'Islanda ha disputato due edizioni dei Campionati europei (2015, 2017).

## Palmarès

### Giocatore
- Copa del Rey: 1

Málaga: 2005
- Campionato islandese: 8

KR Reykjavík: 2010-11, 2013-14, 2014-15, 2015-16, 2016-17, 2017-18, 2018-19
Valur: 2021-22

### Allenatore
- Campionato islandese: 1

Tindastoll: 2022-23